# Белохвостов, Андрей
Андрей Белохвостов (эст. Andrei Belohvostov; 5 сентября 1964) — советский и эстонский футболист, полузащитник.

## Биография
В 1983 году числился игроком таллинской ШВСМ и входил в состав юниорской сборной Эстонской ССР на летней Спартакиаде народов СССР. В 1985 году, выступая за «Норму», стал третьим бомбардиром чемпионата Эстонской ССР среди КФК с 10 голами, на следующий год — четвёртым бомбардиром с 12 мячами и серебряным призёром чемпионата республики. В 1988 году с «Нормой» и в 1990 году с ТФМК становился чемпионом Эстонской ССР, в 1989 году с ТФМК — серебряным призёром. В 1990 году провёл один матч за «Спорт» (Таллин), игравший в чемпионате Прибалтики.
В 1991 году принимал участие в чемпионате СССР по мини-футболу в составе клуба «Маяк» (Таллин), забил 8 голов в 5 матчах и стал лучшим снайпером своего клуба, «Маяк» финишировал на седьмом месте в финальном турнире.
После распада СССР провёл два с половиной сезона в составе «Нормы» в независимом чемпионате Эстонии. Двукратный чемпион страны (1992, 1992/93), финалист Кубка Эстонии (1992/93). Сыграл 4 матча в Лиге чемпионов, в одном из которых — 1 сентября 1993 года против финского ХИКа срезал мяч в свои ворота после углового (в протоколе гол записан на игрока соперников). Весной 1994 года играл в высшей лиге за «Таллинна Садам». В сезоне 1995/96 стал бронзовым призёром чемпионата Эстонии с клубом «Тевалте-Марлекор».
Всего в высшем дивизионе Эстонии сыграл 57 матчей и забил 3 гола.
Во второй половине 1990-х годов играл за клуб первой лиги Эстонии «Олимп» (Маарду), затем несколько лет выступал в низших лигах за основную и резервные команды таллинского «Аякса Ласнамяэ». В 45-летнем возрасте выходил на поле за команду четвёртого дивизиона «Юхиненуд Депоод».